# أندرو روزنتال
أندرو روزنتال (بالإنجليزية: Andrew Rosenthal)‏ هو محرر أمريكي، ولد في 25 فبراير 1956 في نيودلهي في الهند.